# Geissolomataceae
Geissolomataceae é uma família de plantas angiospérmicas (plantas com flor - divisão Magnoliophyta), pertencente à ordem Crossosomatales. O grupo inclui apenas uma espécie - Geissoloma marginatum, um pequeno arbusto típico de zonas áridas e nativo da África do Sul.